# 神丘站

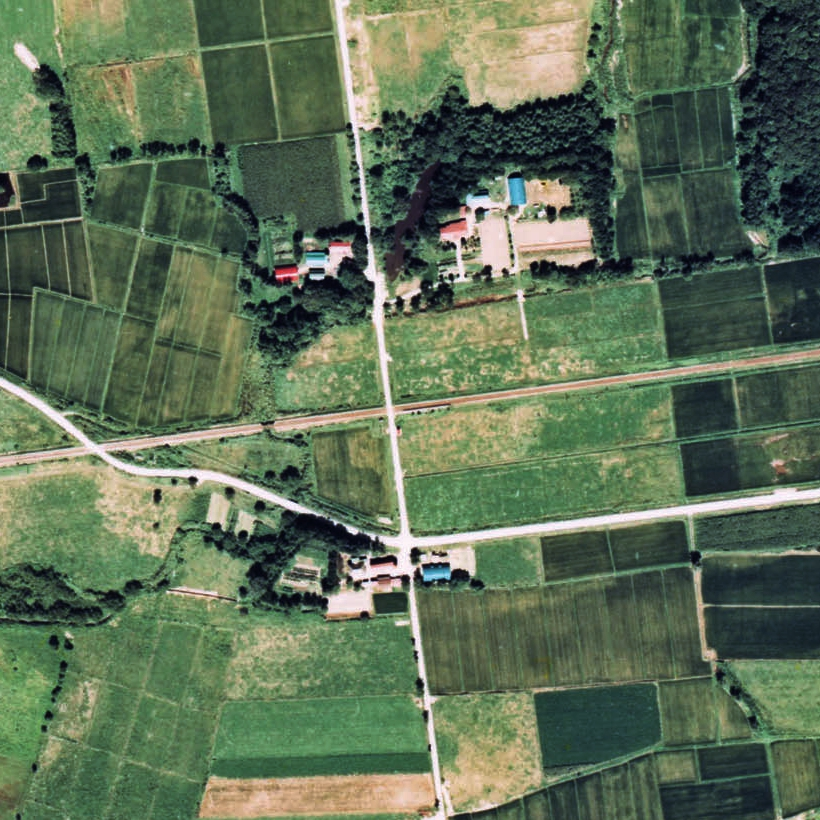
1976年的神丘站與方圓約500米範圍。左邊是瀨棚方向。

神丘站（日语：／ Kamioka eki */?）是位於北海道瀨棚郡今金町字神丘，日本國有鐵道的瀨棚線車站（廢站）。隨著瀨棚線廢除，車站在1987年（昭和62年）3月16日廢除。

## 歷史
- 1961年（昭和36年）4月1日 - 國有鐵道瀨棚線今金站至丹羽站之間，當時為無人車站[1][2]。當時只有客運業務。
- 1987年（昭和62年）3月16日 - 瀨棚線廢除，此站也廢除[2]。

### 站名的由來
車站名稱取自所在地名。地名取自「神之丘」。
在1892年（明治25年），有來自埼玉縣等10名基督徒入植和開拓，居住的村落在此站附近。當初該處的地名為「以馬內利」。在1933年（昭和8年）改名為「神丘」。

## 車站構造
截至車站廢除前，此站是地面車站，設有1面1線的單式月台。月台在路軌南邊（瀨棚方向的列車會開啟右邊車門）。車站靠近瀨棚一方設有斜道，連接站外道路。
在車站啟用時已經是無人車站。此站沒有車站大樓，只有由當地人建設的小型候車室。月台上鋪上了碎石。

## 使用狀況
- 在1981年度（昭和56年度），1日上下車人次為8人[6]。

## 車站周邊
- 北海道道936號丹羽今金線（日语：北海道道936号丹羽今金線）
- 今金町立神丘小學
- 後志利別川（日语：後志利別川）

## 現況
截至2010年（平成22年），月台遺蹟還存在，在月台上種植的樹木還存在。另外靠近瀨棚一方還有限速25公里的速度限制牌。截至2011年（平成23年）也是同樣。

## 相鄰車站
日本國有鐵道
瀨棚線
今金－神丘－丹羽

## 注腳
1. 1 2 3   第1版. 札幌市: 日本国有鉄道北海道総局. 1973-03-25: 25. ASIN B000J9RBUY （日语）.
2. 1 2  《道南鉄道100年史 遥》 北海道旅客鐵道函館分社 2003年2月發行。
3. ↑   (PDF). アイヌ語地名リスト. 北海道 環境生活部 アイヌ政策推進室. 2007  [2017-10-19]. （原始内容 (PDF)存档于2018-05-04） （日语）.
4. ↑  . 北海道　檜山振興局.   [2021-12-04]. （原始内容存档于2021-12-04） （日语）.
5. ↑  . 北海道教區　教會和設施. 日本聖公會北海道教區.   [2021-12-04]. （原始内容存档于2021-12-04） （日语）.
6. 1 2 3 4 5  書籍《国鉄全線各駅停車1 北海道690駅》（小學館，1983年7月發行）65頁。
7. ↑  書籍《新 鉄道廃線跡を歩く1 北海道・北東北編》（JTB出版，2010年4月發行）164頁。
8. ↑  書籍《北海道の鉄道廃線跡》（著：本久公洋，北海道新聞社，2011年9月發行）77頁。